# GUNDAM WEAPONS
『GUNDAM WEAPONS』（ガンダムウェポンズ）は、ホビージャパン社から発行されるガンプラのムックである。

## 概要
元々は模型雑誌『月刊ホビージャパン』で掲載されたOVA『機動戦士ガンダム0080 ポケットの中の戦争』の作例をまとめ、1989年にムック「HOW TO BUILD GUNDAM」シリーズの1冊として発売されたものであった。「HOW TO BUILD GUNDAM」シリーズは以後も継続されていったが、そこからスピンオフする形で、1992年から「GUNDAM WEAPONS」シリーズが不定期ながら刊行されるようになる。第1巻のみB5判、第2巻以降はA4判。
近年では、マスターグレードやパーフェクトグレードシリーズの新作が発売されたタイミングで発行される傾向がある。

## シリーズ一覧
GUNDAM WEAPONS
1989年12月12日発行
表紙：RX-78-NT1 ガンダムNT-1（1/144スケールキット）
GUNDAM WEAPONS2
1992年3月21日発行
表紙：RX-78-2 ガンダム（1/100フルスクラッチビルド）
GUNDAM WEAPONS3
1992年12月11日発行
表紙：RX-78GP04G ガンダム試作4号機（1/100フルスクラッチビルド）
GUNDAM WEAPONS4
1994年12月16日発行
表紙：RX-78-2 ガンダム（1/100フルアーマーガンダム改造）、MSN-02 ジオング（1/144スケールキット）
GUNDAM WEAPONS5
1995年10月1日発行
表紙：RX-78-2 ガンダム（1/100マスターグレード）
GUNDAM WEAPONS6
1996年2月1日発行
表紙：MS-06S シャア専用ザク（1/100マスターグレード）
GUNDAM WEAPONS マスターグレードモデル"Ζガンダム"編
1996年12月1日発行 ISBN 4-89425-133-7
表紙：MSZ-006 Ζガンダム（1/100マスターグレード）
※本号より表紙カバーとISBNコードが付くようになった。
GUNDAM WEAPONS マスターグレードモデル"MS-06R ザクII"編
1996年12月1日発行 ISBN 4-89425-145-0
表紙：MS-06R-1A "黒い三連星"用 高機動型ザクII（1/100マスターグレード）
GUNDAM WEAPONS マスターグレードモデル"ゲルググ"編
1997年7月4日発行 ISBN 4-89425-162-0
表紙：MS-14S シャア専用ゲルググ（1/100マスターグレード）
GUNDAM WEAPONS マスターグレードモデル"ガンダムGP01"編
1997年11月7日発行 ISBN 4-89425-168-X
表紙：RX-78GP01 ガンダム試作1号機（1/100マスターグレード）
GUNDAM WEAPONS マスターグレードモデル"ガンダムMk-II & スーパーガンダム"編
1997年7月4日発行 ISBN 4-89425-200-7
表紙：FXA-05D & RX-178 スーパーガンダム（1/100マスターグレード）
GUNDAM WEAPONS マスターグレードモデル"ガンダムGP02A"編
1998年10月1日発行 ISBN 4-89425-184-1
表紙：RX-78GP02A ガンダム試作2号機（1/100マスターグレード）
GUNDAM WEAPONS マスターグレードモデル"MS-09 ドム"編
1999年10月15日発行 ISBN 4-89425-212-0
表紙：MS-09 ドム（1/100マスターグレード）
GUNDAM WEAPONS マスターグレードモデル"MSZ-010 ΖΖガンダム"編
2000年3月15日発行 ISBN 4-89425-220-1
表紙：MSZ-010 ΖΖガンダム（1/100マスターグレード）
GUNDAM WEAPONS マスターグレードモデル"連邦軍MS"編
2000年8月23日発行 ISBN 4-89425-232-5
表紙：RX-78-2 ガンダム Ver1.5（1/100マスターグレード）、RX-78-NT1 ガンダムNT-1（1/100マスターグレード）、RGM-79 ジム（1/100マスターグレード）
GUNDAM WEAPONS マスターグレードモデル"MS-07B グフ"編
2000年12月19日発行 ISBN 4-89425-240-6
表紙：MS-07B グフ（1/100マスターグレード）
GUNDAM WEAPONS "逆襲のシャア"編
2001年3月2日発行 ISBN 4-89425-246-5
表紙：RX-93 νガンダム（1/100マスターグレード）
GUNDAM WEAPONS "第08MS小隊"&"0080ポケットの中の戦争"編
2001年4月20日発行 ISBN 4-89425-248-1
表紙：RX-79[G]Ez-8 ガンダムEz8（1/100マスターグレード）、RX-78-NT1 ガンダムNT-1（1/100マスターグレード）
GUNDAM WEAPONS "一年戦争"編
2001年7月27日発行 ISBN 4-89425-255-4
表紙：RX-78-2 ガンダム（1/144ハイグレード・ユニバーサルセンチュリー）
GUNDAM WEAPONS "ニュージェネレーション"編
2001年11月30日発行 ISBN 4-89425-260-0
表紙：MSA-0011 Sガンダム（1/100フルスクラッチビルド）
GUNDAM WEAPONS "V作戦"編
2002年3月01日発行 ISBN 4-89425-267-8
表紙：RX-78-2ガンダム Ver.1.5（1/100マスターグレード）、RX-77 ガンキャノン（1/100マスターグレード）
GUNDAM WEAPONS ハイグレード・ユニバーサルセンチュリーモデル RX-78GP03デンドロビウム"0083スターダストメモリー"編
2002年5月20日発行 ISBN 4-89425-270-8
表紙：RX-78-GP03 ガンダム試作3号機（1/144ハイグレード・ユニバーサルセンチュリー）
GUNDAM WEAPONS "Gガンダム"編
2002年7月発行 ISBN 4-89425-275-9
表紙：GF13-017NJ II Gガンダム（1/100マスターグレード）、GF13-017NJ シャイニングガンダム（1/100マスターグレード）
GUNDAM WEAPONS "赤い彗星"編
2002年11月15日発行 ISBN 4-89425-280-5
表紙：MSN-02 ジオング（1/100マスターグレード）
GUNDAM WEAPONS MG RX-78-2ガンダム Ver.Ka & MG MSA-011 Sガンダム編
2003年6月30日発行 ISBN 4-89425-297-X
表紙：RX-78-2 ガンダム Ver.Ka（1/100マスターグレード）、MSA-0011 Sガンダム（1/100マスターグレード）
GUNDAM WEAPONS 水陸両用MS編
2003年8月26日発行 ISBN 4-89425-308-9
表紙：MSM-07S シャア専用ズゴック（1/100マスターグレード）、MSM-03 ゴッグ（1/100マスターグレード）
GUNDAM WEAPONS ウイングガンダムゼロ編
2005年3月31日発行 ISBN 4-89425-366-6
表紙：XXXG-00W0 ウイングガンダム ゼロカスタム（1/100マスターグレード）
GUNDAM WEAPONS 機動戦士Ζガンダム A New Translation編［1］
2005年9月29日発行 ISBN 4-89425-390-9
表紙：RX-178 ガンダムMk-II（1/100マスターグレード）、RMS-099 リック・ディアス（クワトロ・バジーナ大尉機）（1/100マスターグレード）
GUNDAM WEAPONS 機動戦士Ζガンダム A New Translation編［2］
2006年5月9日発行 ISBN 4-89425-419-0
表紙：MSN-00100 百式（1/100マスターグレード）、MRX-009 サイコガンダム（1/144ハイグレード・ユニバーサルセンチュリー）
GUNDAM WEAPONS 機動戦士Ζガンダム A New Translation編［3］
2006年9月30日発行 ISBN 4-89425-462-X
表紙：MSZ-006 Ζガンダム Ver2.0（1/100マスターグレード）、PMX-003 ジ・O（1/144ハイグレードユニバーサルセンチュリー）
GUNDAM WEAPONS "ガンダムF91&クロスボーンガンダム"編
2007年3月31日発行 ISBN 4-89425-493-X
表紙：XM-X1 クロスボーン・ガンダムX1（1/100マスターグレードVer.ka）
GUNDAM WEAPONS "MS IGLOO"編
2007年7月31日発行 ISBN 978-4-89425-567-8
表紙：EMS-10 ヅダ（1/100スクラッチビルド）
GUNDAM WEAPONS "武者烈伝・零"編
2007年10月31日発行 ISBN 978-4-89425-598-2
表紙：光の七人衆、光凰姫将軍、剣豪武将 漣飛威
GUNDAM WEAPONS "機動戦士ガンダム00"編
2008年4月3日発行 ISBN 978-4-89425-694-1
表紙：GN-001 ガンダムエクシア
GUNDAM WEAPONS "機動戦士ガンダムSEED DESTINY"編
2008年8月30日発行 ISBN 978-4-89425-754-2
表紙：ZGMF-X20A ストライクフリーダムガンダム、ZGMF-X19A インフィニットジャスティスガンダム
GUNDAM WEAPONS "機動戦士ガンダム　逆襲のシャア編II"
2009年3月31日発行 ISBN 978-4-89425-837-2
表紙：RX-93-ν2 Hi-νガンダム
GUNDAM WEAPONS "機動戦士ガンダムUC（ユニコーン）"編
2009年7月31日発行 ISBN 978-4-89425-908-9
表紙：RX-0 ユニコーンガンダム（1/100マスターグレードVer.ka）
GUNDAM WEAPONS "機動戦士ガンダム00編IIエンド・オブ・ワールド"
2009年12月17日発行 ISBN 978-4-89425-975-1
表紙：GN-0000 ダブルオーガンダム
GUNDAM WEAPONS "機動戦士ガンダム00V編"
2010年3月31日発行 ISBN 978-4-7986-0024-6
表紙：GN-001/hs-A01 ガンダム アヴァランチエクシア、GN-0000/7S ダブルオーガンダム セブンソード
GUNDAM WEAPONS "SDガンダム三国伝 Brave Battle Warriors"編
2011年5月31日発行 ISBN 978-4-7986-0232-5
表紙：翔烈帝 劉備ガンダム、雷装 張飛ガンダム、鬼牙装 関羽ガンダム
GUNDAM WEAPONS 機動戦士ガンダムSEEDリマスターズ01
2012年9月29日発行 ISBN 978-4-7986-0467-1
表紙：GAT-X105 ストライクガンダム
GUNDAM WEAPONS 機動戦士ガンダムSEEDリマスターズ02
2012年9月29日発行 ISBN 978-4-7986-0468-8
表紙：ZGMF-X10A フリーダムガンダム
GUNDAM WEAPONS 機動戦士ガンダムSEED DESTINY ASTRAY R カレトヴルッフ編
2013年9月30日発行 ISBN 978-4-7986-0681-1
表紙：MBF-P02 ガンダムアストレイ レッドドラゴン